# دون بنت
دون بنت (انگلیسی: Don Bennett; ۱۸ دسامبر ۱۹۳۳ – ۱۲ ژوئن ۲۰۱۴) بازیکن کریکت، و بازیکن فوتبال اهل بریتانیا بود.
از باشگاه‌هایی که در آن بازی کرده‌است می‌توان به باشگاه فوتبال آرسنال اشاره کرد.